# Melilla la Vieja
Melilla la Vieja ("Gamle Melilla") er navnet på en stor fæstning, som ligger umiddelbart nord for havnen i Melilla, en af Spaniens Plazas de soberanía på den nordafrikanske kyst. Bygget i det 16. og 17. århundrede, er meget af fæstningen blevet restaureret i de senere år. 
Fæstningen indeholder mange af Melillas vigtigste historiske steder, blandt dem et arkæologisk museum, et militærmuseum, undfangelseskirken og en række huler og tunneler, som Conventico-grotterne, der har været i brug siden fønikisk tid.  